# Aéroport Eppley d'Omaha
L'aéroport Eppley d'Omaha, (code IATA : OMA • code OACI : KOMA) est un aéroport domestique desservant la ville de Omaha; Surnommée « La Porte d'entrée de l’Ouest » (Gateway to the West en anglais), c'est la plus grande ville de l’État du Nebraska, dans le comté de Douglas, aux États-Unis.

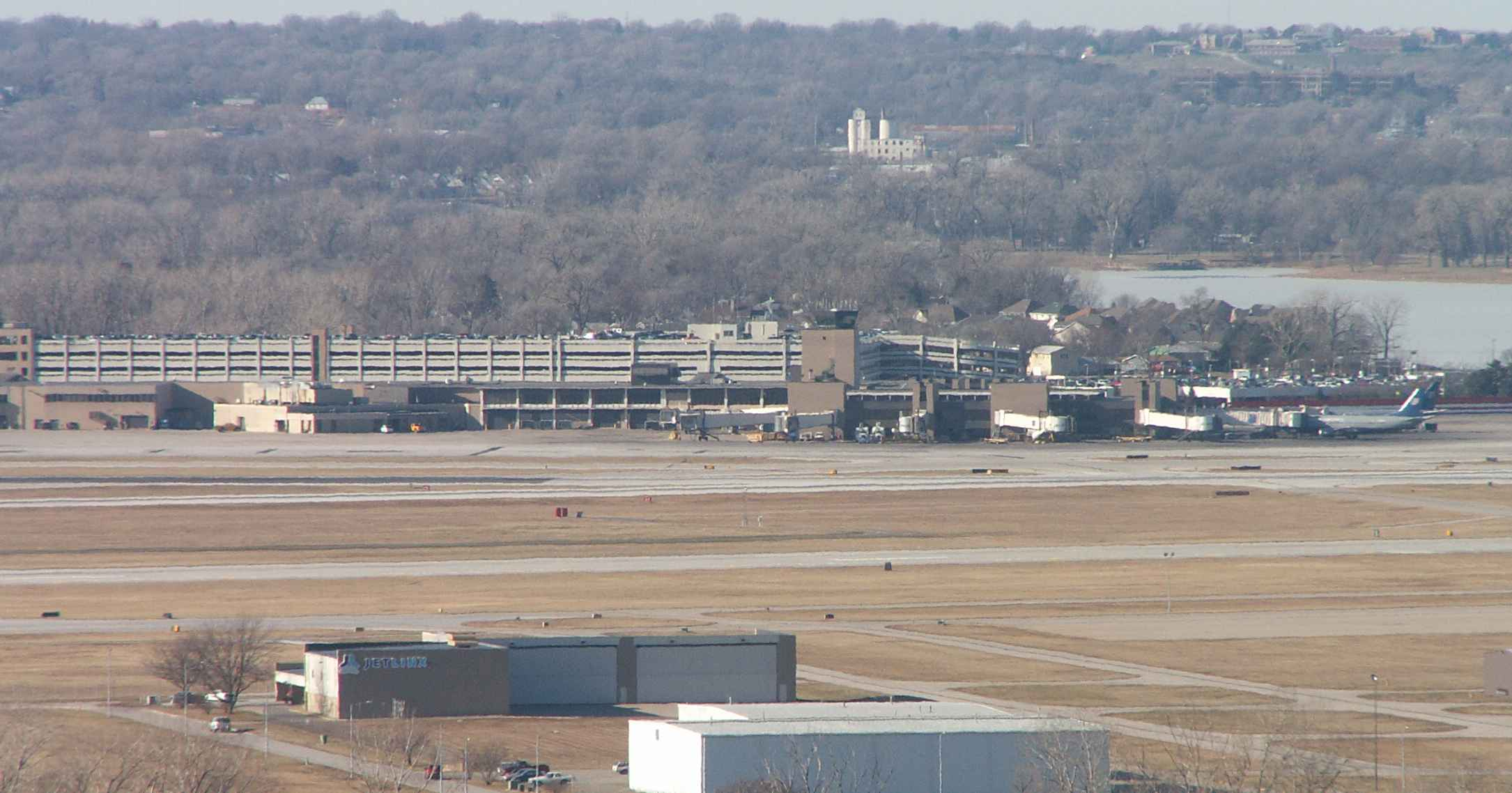
Vue de l'aéroport d'Omaha

## Historique
Le 26 avril 2024, une série de tornades a touché les états de l’Iowa et du Nebraska. L’aérodrome a été touché. On ne dénombre aucune victime sur la plate-forme aéroportuaire, une trentaine d’avions légers, monomoteurs, bimoteurs et un jet Cirrus ont été détruits et quatre hangars sont tombés. Plusieurs avions d’affaires, Cessna Citation et Pilatus PC-12, ont souffert d’impacts mineurs.

## Statistiques
C'est le soixante-septième aéroport nord-américain avec plus de 4,217 millions de passagers qui y ont transité en 2009
Pour des raisons techniques, il est temporairement impossible d'afficher le graphique qui aurait dû être présenté ici.

Voir la requête brute et les sources sur Wikidata.

## Compagnies et destinations
| Compagnies         | Destinations | Refs   |
| ------------------ | --- | ------ |
| Alaska Airlines    | Seattle-Tacoma En saison : Portland | ,      |
| Allegiant Air      | Las Vegas-Harry-Reid, Orlando-Sanford, Phoenix-Mesa-Gateway, St. Petersburg-Clearwater En saison : Fort Walton-Nord Floride, Punta Gorda (Floride)                                                             | ,      |
| American Airlines  | Dallas-Fort Worth, Los Angeles, Phoenix-Sky Harbor En saison : Charlotte-Douglas | ,      |
| American Eagle     | Charlotte-Douglas, Chicago-O'Hare, Dallas-Fort Worth, Los Angeles, Philadelphie En saison : Miami | [ 7 ]  |
| Delta Air Lines    | Atlanta H.-Jackson En saison : Minneapolis-Saint-Paul | [ 9 ]  |
| Delta Connection   | Détroit, Los Angeles, Minneapolis-Saint-Paul, New York-LaGuardia, Salt Lake City, Washington-Reagan | ,      |
| Frontier Airlines  | Denver, Las Vegas-Harry-Reid En saison : Fort Myers, Orlando | ,      |
| Southwest Airlines | Atlanta H.-Jackson, Chicago-Midway, Dallas-Love Field, Denver, Houston-W. P. Hobby, Las Vegas-Harry-Reid, Phoenix-Sky Harbor, Lambert-Saint Louis, San Diego, Washington-Reagan En saison : Nashville, Orlando | ,      |
| United Airlines    | Chicago-O'Hare, Denver En saison : Houston-George Bush, San Francisco | [ 14 ] |
| United Express     | Chicago-O'Hare, Denver, Houston-George Bush, Newark-Liberty, San Francisco | [ 14 ] |

Édité le 16/07/2020